# Mario Sconcerti
Mario Sconcerti (né à Florence le 24 octobre 1948 et mort à Rome le 17 décembre 2022) est un journaliste sportif et écrivain italien , , .

## Biographie
Mario Sconcerti est le fils d'Adriano Sconcerti, un promoteur de boxe et a commencé sa carrière de journaliste au Corriere dello Sport à Florence. En 1972, il rejoint la rédaction du Corriere dello Sport à Milan.
Les premières années, il se consacre principalement au cyclisme, puis en 1978, il passe à La Repubblica, où il crée les pages sportives du journal. En 1987, il est nommé rédacteur en chef adjoint de la Gazzetta dello Sport, puis retourne à La Repubblica, dont il lance les pages florentines, avant de devenir chef de la rédaction à Milan en 1990.
Le 17 décembre 2022, Mario Sconcerti est décédé dans un hôpital de Rome, un jour avant la finale de la Coupe du monde de football 2022 et un jour après la mort de Sinisa Mihajlovic, . Il avait été hospitalisé pour des tests de routine à la polyclinique romaine de Tor Vergata et la mort est survenue subitement. Jusqu'à la veille de sa mort, il avait collaboré avec le Corriere dello Sport.
Mario Sconcerti a publié plusieurs livres sur des sujets sportifs.

## Œuvres
- La differenza di Totti, da Meazza a Roberto Baggio l'evoluzione del numero 10 (Limina Editore)
- Se ha torto Dio (Limina Editore)
- Baggio vorrei che tu Cartesio e io... Il calcio spiegato a mia figlia (Baldini, Castoldi e Dalai Editore)
- Con Moser da Parigi a Roubaix (Compagnia Editoriale)
- Storia delle idee del calcio. Uomini, schemi e imprese di un'avventura infinita (Baldini, Castoldi e Dalai Editore)
- Romolo. L'alba di Roma da riscrivere (Baldini, Castoldi e Dalai Editore)
- Il calcio dei ricchi (Baldini, Castoldi e Dalai Editore)
- Storia del gol: Epoche, uomini e numeri dello sport più bello del mondo (Mondadori, 2015)